# Mala preta
Mala preta é o incentivo em dinheiro fornecido a uma equipe desportiva para perder uma partida contra uma segunda equipe, de modo que o resultado da partida beneficie uma terceira equipe (geralmente a responsável pelo pagamento). A diferença da mala preta para a mala branca é que, na segunda, a equipe recebe dinheiro para vencer, e na primeira, para perder. O alvo da mala preta também pode ser o árbitro da partida.
Juridicamente falando, "mala preta é o ato de prometer algum ganho financeiro para determinada equipe deixar o adversário vencer ("entregar o jogo"), para que esta, ou outra equipe se favoreça do resultado negativo."
Há divergências entre especialistas se a mala preta é um procedimento ético, apesar de ser um crime previsto em lei. Mesmo assim, várias pessoas ligadas ao futebol dizem que a mala preta é comum no meio do futebol.

## O que diz a lei
Segundo o advogado e professor universitário Claudio Mikio Suzuki, a Lei nº 12.299, 27 de julho de 2010, alterou a redação de vários artigos do Estatuto do Torcedor (Lei nº 10.671/2003). Nela, o artigo 41-D criminaliza a conduta de quem oferece a “mala preta”.
| “ | Dar ou prometer vantagem patrimonial ou não patrimonial com o fim de alterar ou falsear o resultado de uma competição desportiva: Pena - reclusão de 2 (dois) a 6 (seis) anos e multa. | ” |

Suzuki diz ainda que o artigo 41-C do mesmo Estatuto criminaliza a conduta de quem aceita a "mala preta".
| “ | Solicitar ou aceitar, para si ou para outrem, vantagem ou promessa de vantagem patrimonial ou não patrimonial para qualquer ato ou omissão destinado a alterar ou falsear o resultado de competição esportiva: Pena - reclusão de 2 (dois) a 6 (seis) anos e multa. | ” |

Além disso, o Código Brasileiro de Justiça Desportiva também criminaliza este tipo de conduta.:
| “ | Art. 242. - Dar ou prometer vantagem indevida a membro de entidade desportiva, dirigente, técnico ou atleta, para que, de qualquer modo, influencie o resultado de partida, prova ou equivalente. Pena: eliminação. Parágrafo único. Na mesma pena incorrerá o intermediário. | ” |

| “ | Art. 243. Atuar, deliberadamente, de modo prejudicial à equipe que defende. Pena: suspensão de 180 (cento e oitenta) a 360 trezentos e sessenta) dias. §1º Se o atleta cometer a infração mediante pagamento ou promessa de qualquer vantagem, a pena será de suspensão de 2 (dois) a 4 (quatro) anos e eliminação na reincidência. §2º O autor da promessa ou da vantagem será punido com pena de eliminação. | ” |

## Casos famosos
- Copa de 1978 - O caso mais famoso de mala preta ocorreu na Copa de 1978, quando a Argentina precisava vencer o Peru por quatro gols de diferença para passar o Brasil e chegar à final da competição. Filho de narcotraficante, o escritor colombiano Fernando Mondragón revelou que existiu um acordo envolvendo o pagamento de cerca de US$ 300 mil para a equipe peruana, com o apoio da Casa Rosada e de cartéis de drogas.[5]
- Em Janeiro de 2016, Benecy Queiroz, supervisor de futebol do Cruzeiro, em uma entrevista concedida à emissora de televisão Rede Minas, citou uma tentativa de comprar um árbitro em Minas Gerais, em uma das cinco passagens do técnico Enio Andrade no clube. Segundo ele, entretanto, a tentativa não foi bem sucedida, já que o árbitro não cumpriu com o combinado e não favoreceu o Cruzeiro na partida em que aconteceu a situação.[6]